# Уваров, Виктор Дмитриевич
Ви́ктор Дми́триевич Ува́ров (род. 1 июля 1955) — российский искусствовед, художник, доктор искусствоведения, профессор, заслуженный художник Российской Федерации.

## Биография
Родился в 1955 году в семье военнослужащего. В 1976 году окончил Московское художественное училище памяти 1905 года. С 04.1977—01.1991 — член «Объединения молодых художников и искусствоведов» при Союзе художников СССР.
В 1985 году окончил Венгерскую академию декоративно-прикладного искусства (ныне Художественный университет им. Ласло Мохой Надя, Будапешт). С 01.1991 По настоящее время он — член «Ассоциации художников декоративных искусств» региональной общественной организации «Московский союз художников».
В 1994 году защитил диссертацию на соискание учёной степени кандидата искусствоведения на тему «Принципы построения текстильных изделий на основе образно-пластических приёмов изобразительного искусства (на опыте художественной практики Венгрии 1960—1990 гг.)» (научные специальности: 05.19.07 — Художественное оформление и моделирование текстильных и швейных изделий, одежды и обуви, 17.00.04 — Изобразительное искусство).
В 1995 г. вступил в живописную секцию Международного Художественного Фонда.
Учёная степень доктора искусствоведения присуждена на заседании специализированного диссертационного совета Д-019.02.01 Российской академии художеств 28 ноября 2000 года и утверждена Решением Высшей аттестационной комиссии от 23 марта 2001 года № 13д/79 по результатам защиты диссертации на тему «Авторская таписсерия в контексте мирового художественного процесса: 1960—1990 гг.» (научная специальность: 17.00.04 — Изобразительное искусство).
Решением Президиума АИМ от 25 ноября 2005 г. № 10/03 Уваров В. Д. избран действительным членом Академии имиджеологии.
Президент РФ Д. А. Медведев 15 февраля 2010 г. подписал указ о присвоении Уварову В. Д. почетного звания «Заслуженный художник Российской Федерации». Удостоверение к государственной награде З № 216981.
В 2008—2011 гг. заведовал кафедрой искусства интерьера «Социально-экономического института».
В 2011—2012 г. заведовал кафедрой «Креатив в социальных и маркетинговых коммуникациях» Международного института рекламы.
01.04.13 Приказом № 170/нк Министерства образования и науки Российской федерации (Минобрнауки России) по линии деятели искусств присвоено ученое звание профессора. № 09/1-1232 ПК 08.08. 2012
В 2014 вступил в «Ассоциацию искусствоведов»
С 1987 г. по настоящее время является директором Арт-центра «Виктор Уваров»
С 1991 г. Уваров В. Д. — член Московского Союза художников и Международного художественного фонда, участник 60 Российских и международных выставок из них 25 персональных. Им создано 146 произведений искусства. Его произведения представлены в различных государственных и частных собраниях в нашей стране и за рубежом, в том числе в Московском музее современного искусства. Многие его композиции являются результатом внедрения научных выводов кандидатской и докторской диссертаций в художественный процесс.
В. Уваров регулярно участвует на выставках, проводимых Московским союзом художников, но особо следует отметить крупные международные смотры достижений мирового художественного текстиля — это Триеннале таписсерии и искусства ткачества в Турне (Бельгия), Триеннале таписсерии в Лодзи (Польша), фестиваль искусства текстиля в Герлице (Германия), на которых искусство нашей страны было достойно представлено композициями этого художника.

## Научная деятельность
Область научных исследований — Современных художественный процесс, искусство таписсерии, костюм и мода.
В 1994 г. защитил кандидатскую, в 2000 г. — докторскую диссертацию; профессор (2013).
Автор более 102 работ, в том числе 3 монографий и пяти учебных пособий.

### Избранные публикации

#### Книги
Уваров В. Д. «Пространство творчества» Таписсерия, живопись, графика. Альбом. -М.: Иван и товарищество, 1997.
Уваров В. Д. Цвет и знак времени. Монография. — М.: НОУ ВПО СФГА, 2007, 110 с.
Уваров В. Д. Сергей Григораш. Монография -М. Изд. Белый город 2007. 45 с.
Уваров Виктор Дмитриевич./ Декоративное искусство Москвы. Ассоциация художников декоративных искусств. Московский союз художников. Альбом -М.: РОО АХДИ 2010 -С.23
Уваров В. Д. Авторская таписсерия. Монография -М.: ГОУВПО «МГТУ им. А. Н. Косыгина» 2010. 325 с.

#### Учебные пособия
Уваров В. Д. Текстура и фактура поверхности ткани. Учебное пособие.
РИО МГТА, 1998 г.- 38 с.
Уваров В. Д. Гармонизация цвета при художественном проектировании костюма и таписсерии. Учебное пособие. РИО МГТУ, 2000 г. — 64 с.
Уваров В. Д. Орнамент в костюме. Учебное пособие. — М., ГОУВПО МГТУ им. А. Н. Косыгина. 2010 г. −56 с.
Уваров В. Д. Исторические этапы изменения имиджа таписсерии. Учебное пособие. -М., ГОУВПО
МГТУ им. А. Н. Косыгина. 2010 г. −73 с.
Уваров В. Д. Имидж современной таписсерии. Авангардный костюм. Учебное пособие. -М., ГОУВПО МГТУ им. А. Н. Косыгина. 2011 г. — 92 с.

#### Статьи
Уваров В. Д. Венгерский текстиль Декоративное искусство СССР-1989.-№ 4. С.29-32
Уваров В. Д. Moskauer textile // Textil in Moskau und St. Petersburg. Erfurt Turingen 1992-С. 4-5
Уваров В. Д. Образная система текстильной пластики в экологии дизайна предметно-пространственной среды интерьера.// Синтез искусств и художественная культура. Сб. науч. тр. МХПИ им. С. Г. Строганова. — М. 1995.-С. 125—130
Уваров В. Д. События всемирной истории в искусстве таписсерии 19-20 веков./Европейское искусство 19-20 веков. Исторические взаимосвязи. Государственный институт искусствознания, — М.:1998. С. 130—145
Уваров В. Д. Текстильная миниатюра как особый вид эксперимента в современном художественном творчестве./Дизайн. Сб. науч. Тр. Выпуск № 6.-М ВНИИТЭ 2000, — С.120-130.
Уваров В. Д. Искусство таписсерии/Приоритетные направления фундаментальных исследований. Культурология. Дайджест РАН, Институт научной информации по общественным наукам 2001-2 (17) — С.121-129
Уваров В. Д. Текстильные Триеннале в Лодзи. Декоративное искусство 2003 -№ 3-4.- С.55-58
Уваров В. Д. Искусство таписсерии. Деко −2004.-№ 1/6. -С.28-31
Уваров В. Д. Боди-арт — искусство тела. Художественный Совет −2004 № 2 (36) -С. 20-21
Уваров В. Д. Экспериментализм в венгерской таписсерии./Венгерское искусство и литература XX века. Сб. статей российских и венгерских учёных. Алетейя, СПб.: 2005, -С. 369—407
Уваров В. Д. Трансформация имиджа искусства/Известия академии имиджеологии том 1. -М.: РИЦ АИМ 2005 -С. 210—235.
Уваров В. Д. Текстильный перформанс как продукт развития кинетического искусства /Мода и дизайн: исторический опыт — новые технологии. Материалы 10-й международной научной конференции-СПб.: СПГУТД,2007.-С. 320—327
Уваров В. Д. Поиски пластических решений в пространственной таписсерии Польши./Польская культура в зеркале веков. Российская академия наук, Федеральное агентство по культуре и кинематографии РФ, Государственный институт Искусствознания, Институт славяноведения (Федеральная целевая программа «Культура России») -М.: Материк, 2007.-С.642-659
Уваров В. Д. Image, textile and performance Proceedings of higher education institutes. Textile Industry Technology 2009, № 3 (317) P.73-75
Уваров В. Д. Типографика в арт-дизайне таписсерии./ Материалы Седьмого Международного научного конгресса. Роль бизнеса в трансформации российского общества. Секция «Дизайн и искусство: пути взаимодействия» М.: МФПУ «Синергия» 2012.
Уваров В. Д. Проблема эстетической организации среды и современные тенденции развития архитектуры интерьера. Сборник статей ежегодной Всероссийской с международным участием научно- практической конференции Актуальные проблемы экономических, юридических и социально-гуманитарных наук — Пермь: АНО ВПО «Пермский институт экономики и финансов», 2013. — С. 366—369
Уваров В. Д. Арт-объекты японских художников в дизайне среды. Влияние Востока на искусство и науку: Сб. материалов 16-й конференции из цикла Григорьевских чтений". -М.: Изд-во Московского гуманитарного университета 2014. -С 137—140.
Уваров В. Д. Имидж, искусство, интерьер. Корпоративный и персональный имидж в дискурсе межкультурных и социальных коммуникаций — Материалы первой Международной конференции 3-4 февраля 2014 г., Киев-Москва/ Под науч. ред. Проф. Е. А. Петровой. -Москва, Изд-во Академии имиджеологии, 2014 г.-С 196—201.
Уваров В. Д. Влияние на структурно-пластический язык таписсерии произведений народного искусства Сборник материалов Международной научно-технической конференции. «Дизайн, технологии и инновации в текстильной и легкой промышленности» — М.: ФГБОУ ВПО «МГУДТ» 2014.-С. 128—132

## Награды и признание
Лауреат Пятого интернационального конкурса «Имидж-директория» в номинации «Лучший проект года в имиджелогическом образовании и просвещении» 2009 г.
Присвоено почётное звание Заслуженный художник Российской Федерации; 2010 Уварову В. Д. вручен сертификат Московского финансово-промышленного университета «Синергия» за активное участие в работе секции «Дизайн и искусство: пути взаимодействия» Седьмого Международного научного конгресса «Роль бизнеса в трансформации российского общества» 2012 г. Он также имеет свидетельство, удостоверяющее высокий уровень руководства исследовательской деятельностью молодёжи при подготовке научных работ на Всероссийский форум научной молодёжи «Шаг в будущее». 2013 г.
Уваров В. Д является лауреатом (дипломантом) международных и всероссийских выставок, конкурсов, фестивалей. Он награждён Дипломом художественной выставки ARTS — 2003, Дипломом лауреата 4-й международной специализированной выставки мебельного искусства, дизайна, интерьера, инноваций Артмебель ARFEX — 2004, Дипломом Московского союза дизайнеров, Дипломом первой степени Международного фестиваля текстильного искусства в городе Герлиц (Германия), Дипломом Культурного научного и информационного центра Венгерской Республики за большой вклад в развитие российского искусства и преданность венгерским классическим традициям и др.
В январе 2010 года персональная выставка В. Д. Уварова «Музыка цвета» проходила в Российском центре науки и культуры в Джакарте и была приурочена к 60-летию установления дипломатических отношений между Россией и Индонезией. В январе-феврале 2011 года состоялась персональная выставка В. Д. Уварова в столице королевства Марокко в Рабате. В январе-феврале 2013 года в Москве с большим успехом прошла персональная выставка «Проникновение».

## Творческая деятельность
| | В текстильных произведениях Уварова как фигуративных, так и абстрактных гобеленах, заложен символический смысл. В работе есть определённое напряжение, здесь и игра, и столкновение, и конфликт пространства, и живописность, и архитектоничность. Все находится в каком-то сложном соотношении. «Пирамида» —это вещь с философским началом. Она где-то и лирична и драматична одновременно, беспокойна и гармонична |
| Динамизм форм, движение линий и цветовых пятен, богатство колористических оттенков создают иллюзию движения реальных и фантастических фигур, пейзажных мотивов, земных и небесных тел. Общий романтический настрой отличает гобелен «Комедия дель Арте» | |
| В произведении «Пространство» автор, добился стереоскопического эффекта. Оставаясь верным исконной традиции, он не мог не привнести характерные интерпретации, свойственные духу нашего времени. Это, прежде всего, кропотливое исследование свойств света и создание на тканом полотне колористических пространств и перспектив, как бы вводящих зрителя в восприятие третьего измерения В шаге к созданию иллюзорного пространства проявляется также эмоциональная потребность современного человека заново ощутить прелесть глубины. | |
| | Парящая в пространстве форма является основой создания образа «Трансцендентности». Композиция гобелена свободна и асимметрична: красочный вихрь проносится по золотистому полю, создавая ощущение тоски по чему-то запредельному, недостижимому |
| | В таписсерии «Турбулентность» затрагивается проблема образования Вселенной. Зарождение мира, модель галактики, символ развития цивилизации — все это можно представить в пространстве настенного ковра. Точкой отсчёта для восприятия этого «пейзажа» служит карминный цветовой акцент в центральной части работы.                                                                                                   |
| В таписсерии «Небесные линии» Холодный цвет кармина определяет собой центральный «нерв» произведения, его пространственные планы. Эстетические качества колорита и играющих друг с другом форм находятся в сложных соотношениях, в результате этого возникает метафорическое пространство, напоминающее об утраченных знаниях человечества о себе, о мире, о Космосе. | |
| | В гобелене «Медитация» вибрация поверхности, причудливая игра нефигуративных элементов, переливы тончайших оттенков малиновых и золотых тонов позволяют погрузиться в ничем не нарушаемую медитацию или, по крайней мере, способствуют желанию предаться философским размышлениям |
| Творческий замысел текстильной инсталляции, «Жажда Свободы», основан на идее освобождения. Она представляет собой конструкцию из дерева, оплетенную шелковыми нитями. Здесь прямая ассоциация со струнами, потому что согласно авторской концепции: «мир звучит, как струна». Основной лейтмотив работы — натянутые шелковые нити, образующие блестящую, прозрачную сетку, оплетают всю конструкцию, создавая эффект прозрачности. | |
| Живопись В. Уварова отличается сложным колоритом глубоких тонов, динамичным мазком, мажорной тональностью. В музыке мы имеем структурные отношения, создающие различные тональности, живописные полотна художника отражают феномен музыки, ставший пластическим образом. Подобно тому, как ещё В. Кандинский и К. Малевич провозглашали преодоление предметности, В. Уваров далек от того, чтобы реально воспроизводить видимое. «Тишина»                                                                                               | |
| | Он не создает ни точных изображений, ни правдоподобных иллюстраций, но творит беспредметный мир, проявляющийся в отвлеченных символах, живописных переливах цвета, обладающих высокой степенью эмоциональности и мощным эстетическим воздействием. «Непознанное» |
| Экспрессивная живописно-пластическая стихия художественного образа, возникающего на холсте, объединяет собой и решаемые мастером эстетические проблемы и раскрывает перед зрителем присущую творчеству Виктора Уварова преемственность образных поисков с авангардным искусством начала ХХ. «Приглашение» | |
| Мир природы предстает перед зрителем во всем своем своеобразии и неповторимости. «Горный пейзаж» Зима. | |
| | Колористически тонкий живописный пейзаж в то же время отличается характерной для работ художника графичностью и орнаментальной узорчатостью. «Весна» |
| Для автора важно первое впечатление, когда он колористически и композиционно связывает художественное произведение с окружающей средой. В произведениях В. Уварова чувствуется эта связь — художника и окружающего мира. «Очей очарование» | |
| Стоит особо отметить стиль акварелей В. Уварова, написанных с большим мастерством и эмоциональным подъёмом, легко и прозрачно, в них белизна бумаги выступает как символ пространства Вселенной. «Весенняя свежесть» | |
| | Акварели Виктора Уварова пробуждают в душе особого рода звучание — мощное и трепетное одновременно. Поражает многозначность пространств, странствуя по которым, заново открываешь цвет и палитру своих мироощущений. Здесь — собрание настроений, состояний души, оптическая партитура из музыки, голосов людей, отрывков стихов. «Осязаемость» Часть 1                                                              |
| Музыкально-поэтический строй акварельных образов проникнут содержательно-молитвенным размышлением, способствующим постижению гармонической картины мироздания. Это очень живописно, изобразительно-музыкально: полет души, белый звук, медитация. «Осязаемость» Часть 2 | |
| | В современном искусстве не так много художников, владеющих мастерством линии. Виктор Уваров — один из них. Он умело сочетает в своих полотнах цветовой ритмический стpoй и плавный изящный силуэт. Этим определяется и условность трактовки формы, и декоративность образного решения, и почти музыкальное звучание цвета — тонкое и нежное, но не лишенное акцентов. «Осязаемость» Часть 3                          |
| Но для тех, кто ценит прежде всего изобразительность реального мира в его конкретных формах творчество В. Уварова, несомненно, будет интересно горными пейзажами. Это дань любимому Карадагу и горам вообще. «Линия чувства № 10» | |
| | В графических произведениях, может быть, наиболее наглядно раскрывается содержательное наполнение основных мотивов творчества художника. Горы служат символом восхождения души к горнему небесному миру. «Линия чувства № 20» |
| Графические листы поражают игрой причудливых очертаний хребтов, затейливым ритмом рвущихся к небу и низвергающихся в море скал, пластическими движениями каменных глыб. «Линия чувства № 3» | |
| | Пространство горных пейзажей строится по законам музыкальной гармонии и приобщает зрителя к особому вселенскому звучанию предстающего перед ним мира, вызывающего ассоциации особого символически значимого универсума. «Горизонты № 15» |
| В. Уварову присуще стремление передать движение, во всей свежести и трепетности. Средства художественной выразительности при этом — линия и пятно. «Серебристый пейзаж» № 1 | |
| | Произведения В. Уварова зритель может интерпретировать в зависимости от своих ощущений, своей культуры и своего вкуса. О них можно сказать словами французской писательницы Натали Саррот: "такие вещи необъяснимы, нельзя точно определить все это — поэзию, затаённый смысл, великие тайны, глубины и полутени. «Серебристый пейзаж» № 2                                                                           |

## Выставки

### Персональные выставки
| 1  | «Цвет и форма», ДВС им. А. А. Яблочкиной, Москва                                              | 1990      |
| 2  | «Медитация», Концертный зал им. Чайковского, Москва                                           | 1991      |
| 3  | «Гобелен, живопись, графика», Венгерский культурный центр, Москва                             | 1991-92   |
| 4  | «Рождественские вечера», Музыкальный театр имени Станиславского и Немировича-Данченко, Москва | 1992      |
| 5  | «Monopol», Гамбург, Германия                                                                  | 1992-93   |
| 6  | «Гобеленовый вернисаж», Центральный Дом журналистов, Москва                                   | 1993      |
| 7  | «La Correlation», Saint-German, Sceau, Франция                                                | 1994      |
| 8  | «L’Entreplacement», Sainte Bathilde, Шатене-Малабри, Франция                                  | 1995      |
| 9  | «La Confiance», Le centre d’art sacre, Париж, Франция                                         | 1995      |
| 10 | «La Penetration», Institut d’etudes Theologique, Брюссель, Бельгия                            | 1995      |
| 11 | «Универсум», Софитель Ирис, Москва                                                            | 1995      |
| 12 | «La Constellation», Галерея «Бельведер», Лизье, Франция                                       | 1996      |
| 13 | Hotel Sofitel. Paris Forum Rive-Gauche, Париж, Франция                                        | 1997      |
| 14 | «Процесс поиска белого», Венгерский культурный центр, Москва                                  | 1997      |
| 15 | «Пространство творчества», Государственный художественный музей, Череповец                    | 1998      |
| 16 | «Экспрессия чувства», Академия изящных искусств, Лодзь, Польша                                | 1998      |
| 17 | «Рождественские дары», Антреприза Чака Норриса, Беверли Хиллз                                 | 1999      |
| 18 | «Философия живописи», Выставочный зал центра «Колорит», Москва                                | 1999      |
| 19 | «Пластические метафоры», Посольство республики Польша, Москва                                 | 2001      |
| 20 | «Артемида», Российско-немецкий дом, Москва                                                    | 2003      |
| 21 | «Горизонты Кара-Дага», Венгерский культурный центр, Москва                                    | 2006—2007 |
| 22 | «Мелодии гор», Выставочный зал СФГА, Москва                                                   | 2007      |
| 23 | «Музыка цвета», Джакарта, Индонезия                                                           | 2010      |
| 24 | «Встреча с Марокко», Рабат, Королевство Марокко                                               | 2011      |
| 25 | «Проникновение», Смарт-клуб «Хорошая республика». Москва                                      | 2013      |

### Групповые выставки
| 1  | Выставка произведений молодых художников Подмосковья, Москва                                                            | 1977 |
| 2  | «Москва и москвичи», Московский союз художников, Москва                                                                 | 1979 |
| 3  | «Олимпиада — 80», Спорт в искусстве молодых, Москва                                                                     | 1980 |
| 4  | Осенняя выставка произведений московских художников, Москва                                                             | 1983 |
| 5  | «Plastika», Magyar Iparmuveszeti foiskola, Budapest,Magyarorszag                                                        | 1985 |
| 6  | Выставка космической живописи «Циолковский, Космос, Калуга», Калуга                                                     | 1985 |
| 7  | XVII молодёжная выставка, Дом художников «Кузнецкий мост», Москва                                                       | 1986 |
| 8  | «Моя Россия» Дни России в Финляндии, Хельсинки                                                                          | 1987 |
| 9  | Республиканская художественная выставка «Молодость России», Центральный дом художника, Москва                           | 1987 |
| 10 | Всесоюзная выставка «Молодость страны», Центральный выставочный зал. Манеж, Москва                                      | 1987 |
| 11 | Московская выставка текстильной миниатюры. Галерея А-3, Москва                                                          | 1988 |
| 12 | XVIII молодёжная выставка Центральный выставочный зал. Манеж, Москва                                                    | 1988 |
| 13 | Республиканская художественная выставка «Молодость России», Центральный дом художника, Москва                           | 1989 |
| 14 | «Московский гобелен», Московский союз художников, Дом художников «Кузнецкий мост», Москва                               | 1990 |
| 15 | Международная советско-американская выставка «К звёздам-91», Центральный дом художника, Москва                          | 1991 |
| 16 | «Искусство сегодня». Галерея «Изограф», Москва                                                                          | 1991 |
| 17 | Messe Hallen. Hamburg, Bundesrepublik Deutschland                                                                       | 1992 |
| 18 | Выставка произведений членов «Ассоциации художников декоративного искусства», Москва                                    | 1992 |
| 19 | «Белые ночи», Русский музей, Санкт-Петербург                                                                            | 1993 |
| 20 | Deuxieme triennale internationale de Tournai tapisseries et art tissu de l’autre Europe. Tournai, Belgique              | 1993 |
| 21 | «Золотая Осень», Всероссийский музей декоративного и народного искусства, Москва                                        | 1993 |
| 22 | International art center Universum. Отель «Космос», Москва                                                              | 1994 |
| 23 | Международная биеннале художественного текстиля, Музей этнографии, Санкт-Петербург                                      | 1995 |
| 24 | «Документ», (Шемякин, Уваров, Дубровин), Арт-агентство «Ксения», Центральный дом художника, Москва                      | 1995 |
| 25 | «Вокруг гобелена». Галерея «Классика будущего», Москва                                                                  | 1996 |
| 26 | «9-я Международная Триеннале таписсерии», Лодзь, Польша                                                                 | 1998 |
| 27 | Художественная выставка в галерее «Контакт» Варшава, Польша                                                             | 1998 |
| 28 | «Дата и Время», Международная выставка, Дворец экспозиций, Будапешт, Венгрия                                            | 1999 |
| 29 | Выставка, посвященная 75-летию Московского Академического художественного училища памяти 1905 года. Новый манеж, Москва | 1999 |
| 30 | Textile miniaturen. Artemision, Centre for fibre art, Gorlitz, Germani                                                  | 2000 |
| 31 | «Петербург-Москва», Санкт-Петербург, ВЗ «Манеж»                                                                         | 2000 |
| 32 | «Драгоценное мерцание гобелена», галерея «Аркада», Москва                                                               | 2001 |
| 33 | «Да будет свет», выставка декоративное искусство Москвы. Дом художников «Кузнецкий мост», Москва                        | 2002 |
| 34 | International Festival «Artemision», Centre for fibre art, Gorlitz, Germani                                             | 2002 |
| 35 | Текстильная выставка, Згожелец, Польша                                                                                  | 2002 |
| 36 | «Ландшафт-дизайн» ВВЦ, Москва                                                                                           | 2002 |
| 37 | Выставка, посвященная 70-летию Московского союза художников, ЦВЗ Манеж                                                  | 2003 |
| 38 | «Текстиль форум», Сприндерихаллен, Кеделхусет, Дания                                                                    | 2003 |
| 39 | «Карадаг — Коктебель» Государственный выставочный зал ЮВАО г. Москвы                                                    | 2003 |
| 40 | «И снова весна», Всероссийский фонд культуры, Москва                                                                    | 2003 |
| 41 | ARTS-2003, КВЦ «Сокольники», Москва                                                                                     | 2003 |
| 42 | Специализированная выставка «Модные штучки», ВВЦ Москва                                                                 | 2003 |
| 43 | «Карадаг — Коктебель» Государственный выставочный зал ЮВАО г. Москвы                                                    | 2004 |
| 44 | «Арт-салон», КВЦ «Сокольники», Москва                                                                                   | 2004 |
| 45 | «Современная усадьба», ВВЦ, Москва                                                                                      | 2005 |
| 46 | «Карадаг-Коктебель», Государственный Выставочный зал ЮВАО г. Москвы                                                     | 2007 |
| 47 | «Мир художника» Выставка, посвященная Фестивалю науки. МГТУ                                                             | 2007 |
| 48 | «Портрет в творчестве преподавателей ФПИ». МГТУ                                                                         | 2008 |
| 49 | Выставка произведений преподавателей МГУТУ                                                                              | 2008 |
| 50 | Выставка «Солнечный ветер» совместно с К. Малаховым, Е. Косиченко, М. Рошняком.                                         | 2009 |
| 51 | Перформанс в культурном центре «Грина 7», Коктебель.                                                                    | 2009 |
| 52 | Перформанс в доме-музее Максимилиана Волошина, Коктебель.                                                               | 2009 |
| 53 | «Времена года», Выставка, посвященная 90-летию университета. МГТУ                                                       | 2010 |
| 54 | Выставка, посвященная 65-летию победы. МГТУ                                                                             | 2010 |
| 55 | Выставка работ преподавателей МГУТУ                                                                                     | 2010 |
| 56 | Выставка, посвященная 90-летию факультета прикладного искусства. МГТУ                                                   | 2010 |
| 57 | Перформанс в культурном центре «Грина 7», Коктебель.                                                                    | 2011 |
| 58 | Перформанс в доме-музее Максимилиана Волошина, Коктебель.                                                               | 2011 |
| 59 | Фестиваль православной культуры. Выставочный зал МГТУ им. А. Н. Косыгина                                                | 2011 |
| 60 | «Карадаг-Коктебель», Арт-салон «Юго-Восток»                                                                             | 2012 |
| 61 | «Пленер», Выставочный зал МГТУ им. А. Н. Косыгина                                                                       | 2012 |
| 62 | «Весенняя выставка» преподавателей Института Искусств. Выставочный зал ФГБОУ ВПО «МГУДТ»                                | 2013 |
| 63 | «Осенняя выставка» преподавателей Института Искусств. Выставочный зал ФГБОУ ВПО «МГУДТ»                                 | 2013 |
| 64 | «Весенняя выставка» преподавателей Института Искусств. Выставочный зал ФГБОУ ВПО «МГУДТ»                                | 2014 |
| 65 | «Посвящается Москве» Выставочный зал ФГБОУ ВПО «МГУДТ»                                                                  | 2014 |
| 66 | Выставка «Красный период» Галерея Чертаново                                                                             | 2014 |